# Fast radio burst

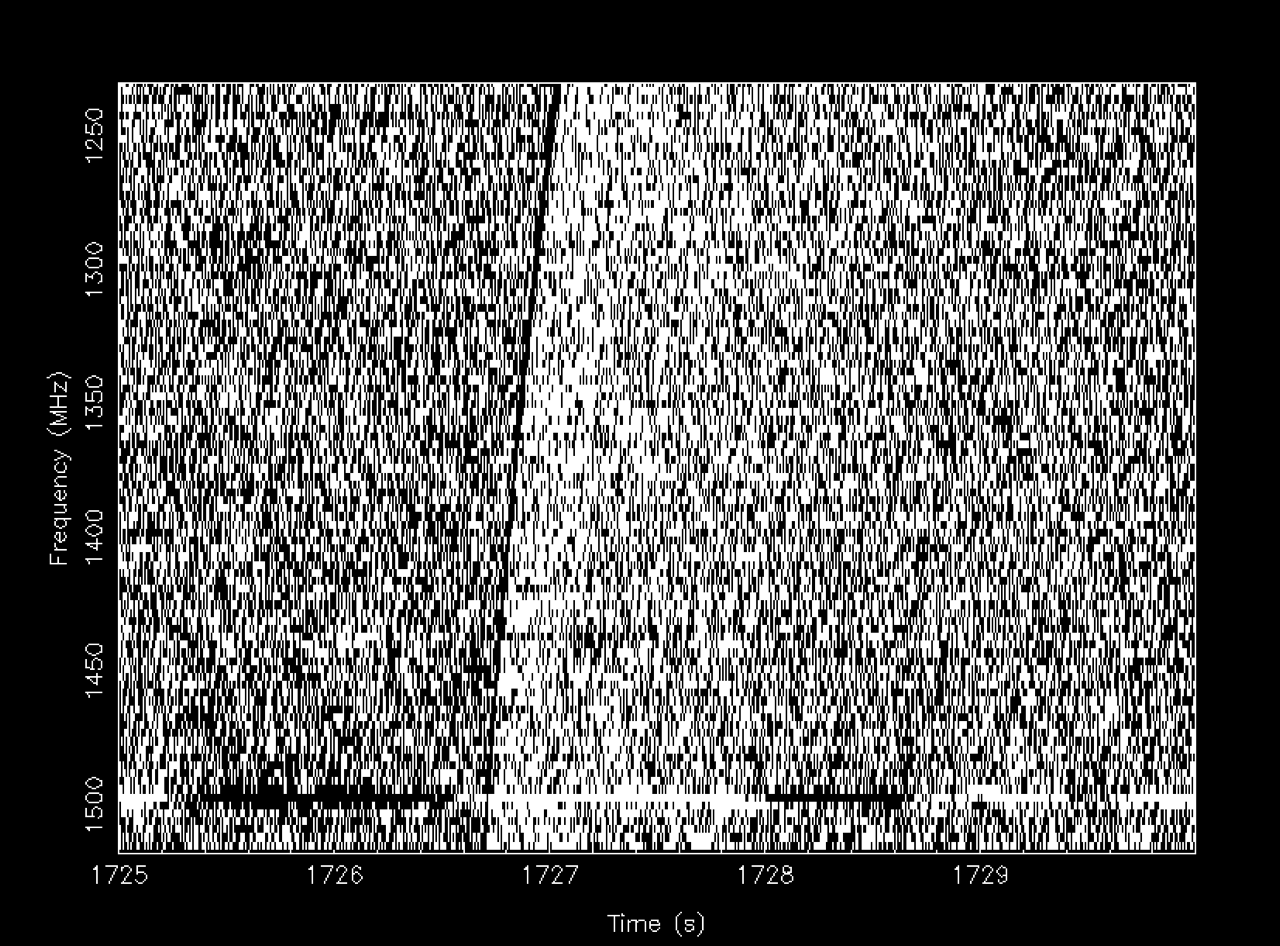
Een Fast Radio Burst (de donkere, schuine lijn) in een plot van frequentie tegen tijd

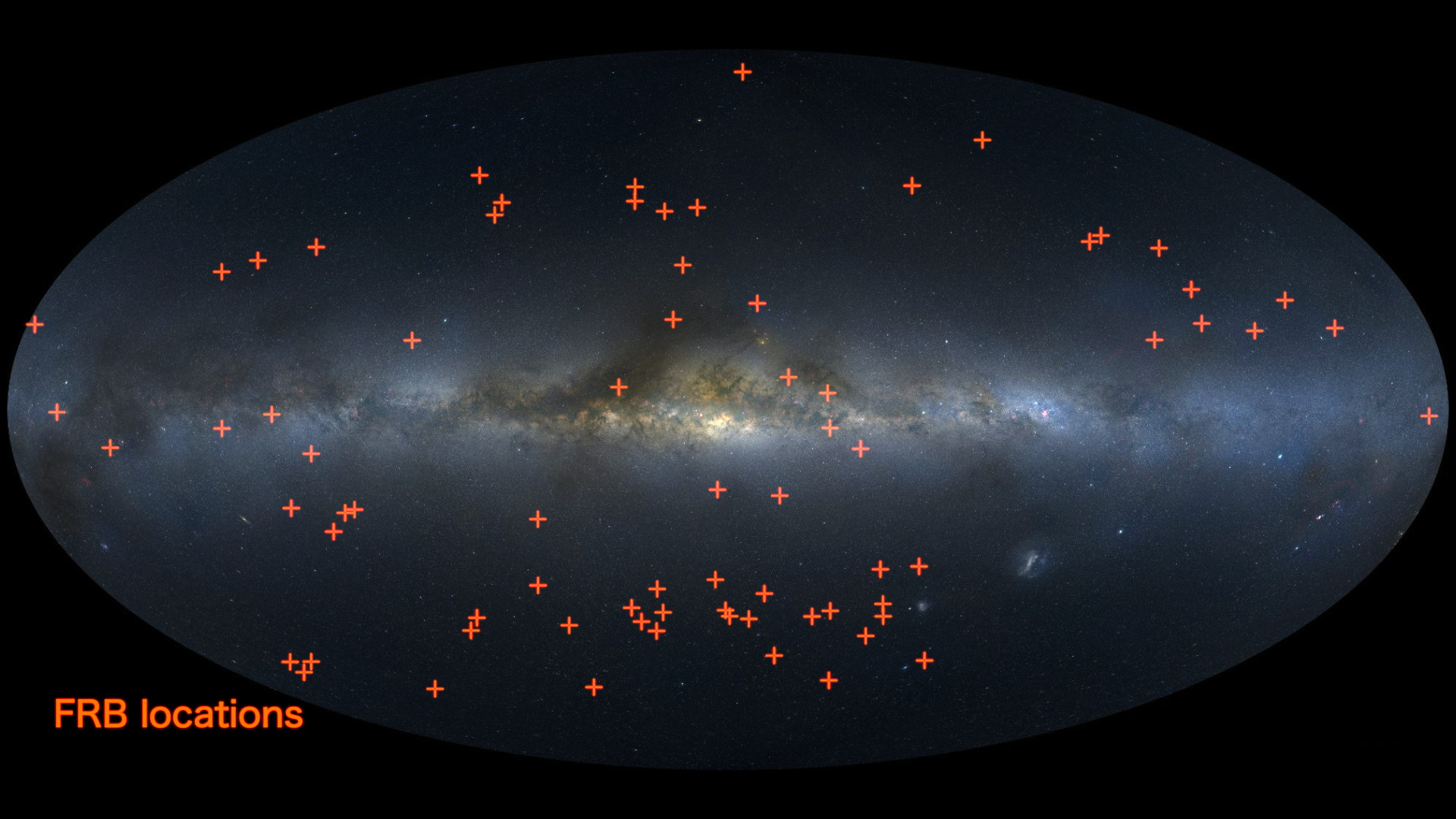
Plaatsen waar FRB's gevonden zijn

Een fast radio burst (FRB) is een korte, heldere radiopuls met een kennelijke oorsprong buiten het melkwegstelsel. De pulsen hebben een lengte van slechts een paar milliseconden en worden niet herhaald. De aankomsttijd van de pulsen is frequentieafhankelijk: pulsen bij kleinere frequentie komen later aan. Dit zou verklaard kunnen worden door plasmadispersie. Over de oorsprong van de FRB's is niets bekend, al worden verbanden met gammaflitsen en botsingen tussen massieve objecten zoals zwarte gaten of neutronensterren gesuggereerd. De afstanden, hoewel verschillend, worden geschat op 1 gigaparsec vooral omdat de verdeling over de hemel van FRB's isotroop is. Dat de pulsen kort zijn betekent dat het gebied waarin de straling wordt geproduceerd niet groter is dan enkele honderden kilometers. Een andere mogelijkheid is dat de plasmadispersie niet wordt veroorzaakt door het interstellair medium, maar door (veel dichtere) zonnevlammen van binaire stelsels, wat in zou houden dat de pulsen van veel dichterbij komen en ontstaan in het melkwegstelsel.

## Waarnemingen
Het verschijnsel kwam in 2007 aan het licht toen D.R. Lorimer metingen uit 2001 analyseerde van het Parkes Observatorium en op een 30 jansky-uitbarsting stuitte in de buurt van de Kleine Magelhaense Wolk. Dit werd de Lorimer burst (of FRB 010724) genoemd. Tot 2007 waren slechts zes van deze pulsen waargenomen, alle door het Parkes Observatorium, wat aanleiding gaf tot de veronderstelling dat de oorzaak gezocht moest worden in een meer aardse oorsprong, zoals instrumentatiefouten of lokale weersomstandigheden. Sindsdien zijn dergelijke pulsen echter ook met behulp van de Arecibo radiotelescoop en andere telescopen waargenomen.
In januari 2020 nam CHIME (Canadian Hydrogen Intensity Mapping Experiment) een repetitief signaal waar met een periode van ongeveer 16 dagen.
In april 2020 werd een FRB waargenomen in de richting van de magnetar SGR 1935+2154, een soft gamma repeater die zich in het melkwegstelsel bevindt